# Biologische Reservate in Frankreich
Die biologischen Reservate in Frankreich sind geschützte Gebiete, die eine wichtige Rolle im Erhalt der Biodiversität und der natürlichen Ökosysteme spielen. 
Die Reservate sind spezifisch für die Wälder des Staates (Domänenforste), des Gemeinwesens oder öffentlicher Körperschaften (Gemeinden, Départements, Küstenschutz usw.) und werden durch einen gemeinsamen Erlass des Landwirtschaftsministeriums und des Umweltministeriums eingerichtet. Die ältesten biologischen Reservate stammen aus den 1950er Jahren.

## Typen
In Frankreich gibt es zwei Haupttypen von biologischen Reservaten: die réserves biologiques dirigées (RBD) und die réserves biologiques intégrales (RBI).

### Réserves biologiques dirigées (RBD)
RBDs sind Gebiete, in denen ein spezielles Management zur Erhaltung seltener und gefährdeter Arten oder natürlicher Lebensräume durchgeführt wird. Diese Reservate werden aktiv verwaltet, um die biologische Vielfalt zu fördern und zu schützen. RBDs entsprechen der IUCN-Kategorie IV (Biotop-/Artenschutzgebiet mit Management).

### Réserves biologiques intégrales (RBI)
Die RBIs sind strenger geschützt und von der Forstwirtschaft ausgenommen. In diesen Gebieten sind menschliche Eingriffe auf wissenschaftliche Studien, die Sicherung öffentlicher Wege, die Entfernung exotischer Arten und die Regulierung von Huftieren durch Jagd beschränkt, falls keine natürlichen Raubtiere vorhanden sind. Die RBI entspricht in etwa dem deutschen Naturwaldreservat und der IUCN-Kategorie Ia (strenges Naturreservat).

## Bedeutung und Schutz
Anfang Februar 2023 gab es fast 250 Reservate, die mehr als 54.000 Hektar in den Wäldern des französischen Mutterlandes und mehr als 86.000 Hektar in den Überseedepartements abdeckten. Im Mutterland variiert die Fläche der RBI von etwa 50 bis über 2.500 Hektar. Die größte befindet sich in Französisch-Guayana und ist über 60.000 Hektar groß.
Diese Reservate sind Teil der Bemühungen Frankreichs, die biologische Vielfalt zu erhalten, was durch die Ratifizierung des Nagoya-Protokolls und die Einführung eines nationalen ABS-Systems (Access and Benefit Sharing) unterstrichen wird.

## Forschung und Bildung
Die biologischen Reservate dienen auch als Forschungs- und Bildungszentren. Sie bieten Wissenschaftlern die Möglichkeit, natürliche Prozesse zu studieren und zu verstehen, wie Ökosysteme ohne menschliche Störungen funktionieren. Ein Beispiel ist das RBI La griffe du diable im Wald von Arvière, das seit mehreren Jahren von Wissenschaftlern untersucht wird.